# Limnebius distinguendus
Limnebius distinguendus är en skalbaggsart som beskrevs av Ferro 1989. Limnebius distinguendus ingår i släktet Limnebius och familjen vattenbrynsbaggar. Inga underarter finns listade i Catalogue of Life.